# Egypt (Arkansas)
Egypt és una població dels Estats Units a l'estat d'Arkansas. Segons el cens del 2007 tenia 105 habitants.

## Demografia
Segons el cens del 2000, Egypt tenia 101 habitants, 43 habitatges, i 28 famílies. La densitat de població era de 105,4 habitants/km².
Dels 43 habitatges en un 23,3% hi vivien nens de menys de 18 anys, en un 48,8% hi vivien parelles casades, en un 16,3% dones solteres, i en un 32,6% no eren unitats familiars. En el 30,2% dels habitatges hi vivien persones soles el 20,9% de les quals corresponia a persones de 65 anys o més que vivien soles. El nombre mitjà de persones vivint en cada habitatge era de 2,35 i el nombre mitjà de persones que vivien en cada família era de 2,9.
Per edats la població es repartia de la següent manera: un 24,8% tenia menys de 18 anys, un 7,9% entre 18 i 24, un 19,8% entre 25 i 44, un 19,8% de 45 a 60 i un 27,7% 65 anys o més.
L'edat mediana era de 43 anys. Per cada 100 dones de 18 o més anys hi havia 76,7 homes.
La renda mediana per habitatge era de 18.750 $ i la renda mediana per família de 24.063 $. Els homes tenien una renda mediana de 19.583 $ mentre que les dones 16.250 $. La renda per capita de la població era de 9.828 $. Entorn del 22,6% de les famílies i el 29,9% de la població estaven per davall del llindar de pobresa.

## Poblacions més properes
El següent diagrama mostra les poblacions més properes.